# Paragon Space Development Corporation

Logotipo da Paragon Space Development Corporation.

A Paragon Space Development Corporation é uma empresa estadunidense com sede em Tucson, Arizona. A Paragon é um fornecedor de controles ambientais para ambientes extremos e perigosos. Ela projeta, constrói, testa e opera sistemas de suporte à vida e principais produtos de controle térmico para os astronautas, os mergulhadores de água contaminada, e outros exploradores ambientais extremos, bem como para o espaço não tripulado e aplicações terrestres.

## História
A Paragon foi concebida para combinar os conhecimentos de biologia, química e engenharia aeroespacial para desenvolver soluções técnicas para suporte de vida e problemas de controle térmico relacionados com o voo espacial humano e biológico.
A Paragon foi fundada por cinco principais parceiros, incluindo Grant Anderson, Taber MacCallum, Jane Poynter, Dave Bearden e Alicia (Cesa) Pederson.
Antes de cofundar a Paragon, Grant foi empregado na Lockheed Martin, em Sunnyvale, Califórnia, Taber e Jane eram membros do Projeto Biosfera 2, Oracle, Arizona, David estava no The Aerospace Corporation, em El Segundo, Califórnia, (onde ele ainda é empregado) e Cesa era uma gerente da Lockheed Martin. Taber atuou como diretor executivo da Paragon desde o seu início até sua mudança para servir como diretor de tecnologia da World View Enterprises, Inc., uma empresa incubada pela Paragon. Jane, anteriormente presidente e presidente do conselho da Paragon, é agora diretora executiva da World View.